# Nikolai Andreev
Nikolai Andreev (en ruso: Николай Николаевич Андреев, Sarátov, Rusia, 5 de febrero de 1975) es un matemático y divulgador de las matemáticas ruso.

## Biografía
Nikolai es el Jefe del Laboratorio de Popularización y Promoción de las Matemáticas en el Instituto Matemático Steklov de la Academia Rusa de Ciencias (Moscú). Recibió un doctorado en matemáticas de la Universidad Estatal de Moscú en 2000. Entre sus numerosos proyectos altamente valorados por la comunidad matemática rusa se encuentra la creación del recurso en línea Mathematical Etudes.
En los años 2000 y 2001 participó en la Olimpiada Internacional de Matemática.

## Premios
- Premio del Presidente de la Federación Rusa en el Área de Ciencias e Innovaciones para Jóvenes Científicos (2010)[10]
- Medalla de Oro de la Academia Rusa de Ciencias (2017) por sus destacados logros en la divulgación de la ciencia[8]
- Premio Leelavati (2022) por su contribución al arte de la animación matemática y de la construcción de modelos matemáticos, en un estilo que inspira tanto a jóvenes como a mayores, y que los matemáticos de todo el mundo pueden adaptar a sus variados usos, así como por sus infatigables esfuerzos para popularizar matemáticas genuinas entre el público a través de videos, conferencias y un libro premiado.[11]